# Delfino Insolera
Delfino Insolera (Varazze, 6 aprile 1920 – Bologna, 23 dicembre 1987) è stato un divulgatore scientifico italiano.
Era il primogenito di Filadelfo (1880-1955), matematico e statistico originario di Lentini, che insegnò alle università di Roma e Torino, dove fu ordinario di matematica finanziaria; dalla moglie Maria Luisa Mazzetta, Filadelfo ebbe altri due figli: Melina, insegnante e autrice di libri di testo, e Italo, noto architetto e urbanista.

## Biografia

### Guerra e dopoguerra
Durante la giovinezza trascorsa tra Torino e Roma, coltivando interessi sia scientifici che umanistici, letterari e artistici, Insolera conseguì la maturità classica e si laureò in Ingegneria a Roma nel 1943. Nel 1940 cominciò anche a dipingere, mentre svolgeva il servizio militare a Milano, in un ufficio della Marina, frequentando i pittori del gruppo di Corrente, attraverso i quali ebbe i primi contatti con gli ambienti antifascisti. Dopo l’8 settembre 1943, entrò nella clandestinità, partecipando alle Squadre di Azione Partigiana, organizzate dall’architetto Giuseppe Pagano, e a un gruppo partigiano di ispirazione socialista libertaria e anarchica, il Partito Italiano del Lavoro, al quale aderirono anche il sociologo Carlo Doglio, lo storico Claudio Pavone e l’architetto e urbanista Giancarlo De Carlo; quest’ultimo, ricordando l’amico in quel periodo, lo definì “un ingegnere, una mente strabiliante, passava dai geroglifici alla musica dodecafonica. Io tenevo lezioni su Le Corbusier e l’architettura moderna (...). Insolera discuteva di Picasso, Stravinskij e Klee”. Durante la guerra, Insolera diede vita a un giornale clandestino, la Voce dei giovani (che scriveva pressoché da solo), e negli ultimi mesi della guerra e nei due anni seguenti fu il principale ispiratore del quindicinale La Verità, creato da un gruppo di giovani che come lui avevano militato nel PIL e, per un breve periodo, nell’Unione delle Comunità Rivoluzionarie. A Milano, dopo la guerra, insegnò materie scientifiche nelle scuole e nel 1949 trovò impiego alla Siemens, occupandosi di telefonia ad alta frequenza. Sempre nel 1949, con Roberto Guiducci e Renato Solmi, fondò la rivista mensile Foglio di discussioni, che ebbe tra i collaboratori Cesare Cases, Claudio Pavone, Luciano Amodio, Sergio Caprioglio, Michele Ranchetti e Franco Fortini (la rivista venne pubblicata sino al maggio del 1953). Nel 1951 si laureò in Filosofia all’Università di Milano, discutendo una tesi su Newton con Antonio Banfi.

### Dall’Olivetti alla Zanichelli
Nel 1952 fu assunto come ingegnere all’Olivetti di Ivrea, dove per un periodo si occupò di calcolatori elettronici. Nel 1953 Giovanni Enriques, dirigente dell’Olivetti e presidente della casa editrice Zanichelli, lo chiamò a collaborare all’IPSOA di Torino, la prima scuola italiana di formazione dei dirigenti d’azienda, e gli affidò compiti importanti nella gestione della parte scientifica dell’enciclopedia AZ Panorama (di cui Insolera curò i volumi Ricerca e scienza e L'uomo e la tecnica). Nel 1960 Insolera si trasferì a Bologna, diventando direttore editoriale della Zanichelli, incarico che conservò per dieci anni.

### Il rinnovamento della Zanichelli
Nel periodo della sua direzione, Insolera attuò un profondo rinnovamento dei vari settori della casa editrice, aprendosi alla cultura internazionale e puntando in primo luogo sulla riforma della scuola media, per la quale approntò un catalogo pressoché completo di testi nuovi nei contenuti, nei metodi didattici, nell’impostazione grafica (affidata ad Albe Steiner), nella particolare attenzione per le immagini. Oltre agli innovativi manuali di storia, geografia, lingue straniere ed educazione artistica, straordinariamente in anticipo sui tempi fu il testo di osservazioni scientifiche di Ludovico Giulio (i tre volumi, Saper osservare, Saper misurare e Saper sperimentare, furono in parte scritti dallo stesso Insolera, che provvide anche a testare personalmente tutti gli esperimenti proposti). Negli anni successivi Insolera pose le basi per l’affermazione della Zanichelli anche nelle scuole superiori, realizzando alcuni testi di grande successo e facendo conoscere i più innovativi progetti statunitensi in campo scientifico (PSSC Physical Science Study Committee; BSCS Biological Sciences Curriculum Study), che hanno trasformato in modo irreversibile il modo di insegnare le scienze nella scuola superiore italiana. Secondo Federico Enriques, che diresse la casa editrice dal 1970 al 2006, "scienza, organicità di vedute, cultura industriale, modernità e apertura internazionale: queste in sintesi le direttrici su cui si mosse Delfino Insolera". Oltre a rinnovare la tradizione dei testi universitari in campo scientifico, traducendo alcuni dei migliori testi statunitensi, Insolera diede anche vita a un’articolata serie di volumetti monografici di divulgazione scientifica: le collane BMS (Biblioteca di Monografie Scientifiche), BM (Biologia Moderna), MM (Matematica Moderna). Nella seconda metà degli anni ’60, inoltre, impostò la decima edizione del Dizionario Italiano Zingarelli e quella del Nuovo Atlante Geografico, avvalendosi per la parte tecnica di un partner svedese. Dopo aver lasciato la direzione editoriale, Insolera proseguì la collaborazione con la casa editrice come consulente, membro del comitato editoriale e autore, occupandosi in particolare di scienze della Terra (curò l’edizione italiana dell’ESCP Earth Science Curriculum Project e, poco prima della morte, ultimò il suo Un'introduzione alla Scienza della Terra).

### I successivi anni bolognesi e l’esperienza del Centro Villa Ghigi
Uomo di cultura vasta e raffinata, Insolera affascinava per le sue straordinarie conoscenze nei campi più disparati, dalla geologia alla musica, dall’arte alla matematica. Per scelta organizzatore di cultura più che autore lui stesso, fu comunque uno scrittore finissimo e di eccezionale chiarezza sia in testi scolastici, che in saggi e interventi su problemi di politica culturale e vari altri argomenti, come pure in lettere, progetti, documenti interni, pareri su libri, ecc. Esemplare, a questo proposito, è la sua introduzione a Uomini e molecole di Francis Crick, un testo di rara bellezza, che è anche una sintesi del suo pensiero e in alcuni punti tende ad assumere i toni di un poema in prosa, che celebra le grandi scoperte scientifiche e il loro contributo alla comprensione dell’universo, della vita, del senso stesso dell’esistenza umana.
Divenuto bolognese di adozione, si impegnò in numerose iniziative in collaborazione con le istituzioni culturali della città, tra cui il Teatro comunale, e gli enti locali, dal Comune di Bologna alla Regione Emilia-Romagna (per la quale ideò un'originale collana di audiovisivi). Nella fase finale della sua vita, dal 1981 al 1987, fu presidente e animatore del Centro Villa Ghigi (oggi Fondazione Villa Ghigi), creato dal comune di Bologna, coinvolgendo un gruppo di giovani in una bella esperienza educativa, che prosegue tuttora, e che nei primissimi anni portò centinaia di scolaresche a visitare un ampio parco pubblico sulle prime colline bolognesi per “studiare la natura sul campo”. Una declinazione, anche in questo caso originale e in anticipo sui tempi, dell’attenzione per la natura e il territorio che negli anni successivi avrebbe suscitato, in Emilia-Romagna e in Italia, la nascita di un gran numero di “centri di educazione ambientale”: ennesima manifestazione del suo impegno per la diffusione del sapere, anche come elemento di maturazione e trasformazione profonda delle persone e della società, che è stato probabilmente il segno distintivo delle sue molteplici esperienze, della sua complessa personalità e della sua visione del mondo.
(Claudio Pavone)

## Riconoscimenti
L'11 marzo 1989 il comune di Bologna ha assegnato a Insolera l'Archiginnasio d'oro alla memoria.
Nel 2012 gli è stata intitolata una via a breve distanza dalla nuova sede comunale. Per il 4 aprile 2020 la Fondazione Villa Ghigi aveva indetto una giornata a lui dedicata che non si è ancora potuta tenere a causa dell’emergenza COVID-19.

## Galleria d'immagini

Delfino Insolera negli anni ’60
Insolera tra Walter Vitali, allora assessore comunale ai giovani, e il sindaco di Bologna Renzo Imbeni (1982)
Delfino Insolera prende appunti nel Parco Villa Ghigi (1986)
Delfino Insolera conversa con lo scrittore Gianni Celati (1982)

## Opere
- Introduzione a Uomini e molecole, in Francis Crick, Uomini e molecole: è morto il vitalismo?, Zanichelli, 1970.
- Un'introduzione alla Scienza della Terra, Zanichelli, 1986.